# بات دولان
بات دولان (بالإنجليزية: Pat Dolan)‏ هو مدرب كرة قدم ولاعب كرة قدم أيرلندي، ولد في 20 سبتمبر 1967 في غالواي في جمهورية أيرلندا. شارك مع منتخب جمهورية أيرلندا تحت 21 سنة لكرة القدم. أما مع النوادي، فقد لعب مع باتريك أتلتيك ونادي أرسنال ونادي شامروك روفرز ونادي والسول.

## وصلات خارجية
- بات دولان على موقع الاتحاد الدولي (مؤرشف)  (الإنجليزية)